# Glyptomorpha tegularis
Glyptomorpha tegularis är en stekelart som beskrevs av Szepligeti 1914. Glyptomorpha tegularis ingår i släktet Glyptomorpha och familjen bracksteklar. Inga underarter finns listade i Catalogue of Life.